# Devil Don't Care
"Devil Don't Care" is een nummer van de Nederlandse band DI-RECT. Het nummer verscheen op hun ep Nothing to Lose uit 2019. Op 22 februari van dat jaar werd het uitgebracht als de eerste single van de ep.

## Achtergrond
"Devil Don't Care" is geschreven door alle groepsleden in samenwerking met Niels Zuiderhoek en Guus van der Steen en geproduceerd door Zuiderhoek. Gitarist Spike maakte de eerste demo van het nummer, die hij tijdens een autorit aan de rest van de band liet horen. Basgitarist Bas van Wageningen vertelde hierover: "Iedereen was heel enthousiast en heel blij dat het de demo van Spike was en niet de muziek van een andere band die Spike toevallig had ontdekt."
Voor de videoclip en het artwork van "Devil Don't Care" schakelde de band kunstenaar Jamel Armand in. Armand mocht van de band alles doen wat hij wilde. Van Wageningen vertelde hierover: "Het thema van het nummer is een zin die ook terugkomt in het nummer: you'll never exist again, laten we onszelf en elkaar vooral niet in de weg zitten, daar is het leven veel te kort voor. [...] Hij heeft de tekst verbeeld in het verhaal van een jongen die met gender struggelt en die in zijn omgeving niet geaccepteerd wordt. Uiteindelijk weet hij zichzelf lost te worstelen van zijn demonen."
Ter promotie van "Devil Don't Care" speelde DI-RECT het nummer bij het televisieprogramma De Wereld Draait Door. Desondanks werd het geen grote hit: het stond niet genoteerd in de Single Top 100 en de Nederlandse Top 40 en bereikte slechts de bovenste positie in de Tipparade. Later in 2019 nam de groep het nummer opnieuw op voor het album De Duif Sessions, dat bestaat uit een registratie van optreden dat zij gaven voor een gelijknamige minidocumentaire.

## NPO Radio 2 Top 2000
| Nummer met noteringen in de NPO Radio 2 Top 2000 | '20 | '21  | '22  | '23  | '24  |
| ------------------------------------------------ | --- | ---- | ---- | ---- | ---- |
| Devil Don't Care                                 | 931 | 1443 | 1440 | 1784 | 1497 |

1. ↑  Een vetgedrukt getal geeft de hoogste notering aan.
2. ↑  2020 was het eerste jaar met een notering voor dit nummer.